# Paisaje cerca de Figueras
Paisaje cerca de Figueras (1910) es una pintura del artista español Salvador Dalí. Es uno de los más tempranos trabajos conocidos de Dalí, habiendo sido pintado cuando tenía aproximadamente seis años.
A principios de la carrera de Dalí, su influencia primaria era del movimiento impresionista. Esta pintura es uno de los ejemplos más puros del periodo impresionista de Dalí. Los siguientes diez años utilizó cada vez más colores brillantes y encendidos hasta la década de 1920, cuándo  empezó a crear composiciones cubistas y surrealistas.
Este trabajo fue hecho durante el "periodo de desarrollo" de Dalí, que aproximadamente duró hasta 1928-1929. Este periodo antecede al Surrealismo y en este tiempo emuló los estilos de arte existentes, más notablemente el barroco, clásico, impresionismo y formas cubistas. Ejemplifica el interés temprano de Dalí por el impresionismo.
El paisaje cerca a Figueras fue pintado al óleo sobre una postal de 14 x 9 cm. El cielo fue pintado suavemente. Formó parte de la colección privada de Albert Field en Astoria, Queens, Nueva York, pero ahora pertenece a la colección permanente del Museo Salvador Dalí en San Petersburgo, Florida.